# Friedrich Ludwig von Schoeler
Friedrich Ludwig Robert Johann von Schoeler (* 11. November 1797 in Wesel; † 17. März 1869 in Potsdam) war ein preußischer Generalleutnant und Flügeladjutant sowie von 1848 bis 1857 Chef des preußischen Militärkabinetts.

## Leben

### Herkunft
Friedrich Ludwig war der älteste Sohn des späteren Generals der Infanterie Moritz von Schoeler (1771–1855) und dessen Ehefrau Eleanore, geborene Burggräfin und Gräfin zu Dohna-Lauck (1777–1855).

### Militärkarriere
Schoeler trat am 7. Mai 1815 als Musketier in das 18. Infanterie-Regiment der Preußischen Armee ein. Mit der Beförderung zum Sekondeleutnant wurde er am 27. Juni 1817 in das 2. Garde-Regiment zu Fuß versetzt. Als Premierleutnant war Schoeler vom 30. März 1832 bis 5. September 1836 als Adjutant der 2. Garde-Landwehr-Brigade kommandiert. Anschließend kehrte er zum 2. Garde-Regiment zu Fuß zurück und wurde dort im Jahr darauf Kapitän und Kompaniechef. Am 7. April 1842 folgte seine Beförderung zum Major und als solcher kam er im November desselben Jahres in den Generalstab des VIII. Armee-Korps. Nachdem er dort vier Jahre seinen Dienst versehen hatte, wurde Schoeler zum Kriegsministerium kommandiert und am 8. Juli 1848 zum Vorsteher der Abteilung für die persönlichen Angelegenheiten ernannt. Diese führte er die kommenden neun Jahre. In der Zwischenzeit war er im Mai 1840 Oberstleutnant geworden. Außerdem hatte man ihn am 20. Dezember 1849 unter Belassung in seiner Stellung auch zum Flügeladjutant von König Friedrich Wilhelm IV. ernannt. Es folgten dann am 18. Januar 1851 die Beförderung zum Oberst sowie am 13. Juli 1854 zum Generalmajor.
Aufgrund eines schweren Nervenleidens reichte Schoeler seinen Abschied ein, der ihm am 10. Februar 1857 unter Verleihung des Sterns zum Roten Adlerorden II. Klasse mit Pension gewährt wurde. Gleichzeitig erhielt er das Recht, die Uniform eines Generals à la suite zu tragen.
In nochmaliger Würdigung seiner langjährigen Verdienste verlieh ihm der König am 22. November 1858 den Charakter als Generalleutnant sowie am 18. Januar 1861 das Komturkreuz des Königlichen Hausordens von Hohenzollern.

### Familie
Schoeler hatte sich am 14. November 1841 in Berlin mit Luise Friederike von Schoeler (1811–1874) verheiratet. Die Ehe blieb kinderlos.